# ژوسلین آنگلوما
ژوسلین آنگلوما (به فرانسوی: Jocelyn Angloma) بازیکن فوتبال و مدافع اهل فرانسه است که از سال ۱۹۹۰ تا ۱۹۹۶ میلادی عضو تیم ملی فوتبال فرانسه بوده‌است. وی در ۳۷ بازی ملی حضور داشته است و در بازی‌های ملی‌اش ۱ گل به ثمر رساند.